# 尼爾·莫佩
尼爾·莫佩（法語：Neal Maupay；1996年8月14日—），法國職業足球運動員，現時効力法甲球隊馬賽。

## 榮譽

### 個人
- 布倫特福德年度最佳球員：2018–19[6]

## 外部連結
- 尼爾·莫佩－UEFA國際賽競賽紀錄